# جارفيس لورد
جارفيس لورد (بالإنجليزية: Jarvis Lord)‏ هو سياسي أمريكي، ولد في 10 فبراير 1816، وتوفي في 24 يوليو 1887. حزبياً، نشط في الحزب الديمقراطي. وقد انتخب عضو جمعية ولاية نيويورك وانتخب عضو مجلس ولاية نيويورك.